# Переполох на районі
«Переполох на районі» — кінофільм режисера Франка Гастамбіда, що вийшов на екрани в 2012 році.

## Зміст
Троє недолугих мешканця одного з бідних кварталів Парижа потрапляють в історію і виявляються в боржниках у місцевого авторитета Ворнера. Терміново потрібні бабоси і друзі вирішують знятися в порнофільмі. Краще б вони цього не робили! Запаморочлива комедія!

## Ролі
| Актор             | Роль |
| ----------------- | ---- |
| Меді Садун        | -    |
| Франк Гастамбід   | -    |
| Джиб Поктье       | -    |
| Аліс Белаід       | -    |
| Пом Клементьєв    | -    |
| Рамзі Бедіа       | -    |
| Хакім Сід         | -    |
| Ісмаель Сі Саване | -    |
| Аннабель Лангронн | -    |
| Сіссі Дюпарк      | -    |

## Знімальна група
- Режисер — Франк Гастамбід
- Сценарист — Франк Гастамбід
- Продюсер — Ерік Альтмайер, Ніколас Альтмайер, Жан-Шарль Феллі
- Композитор — Ерік Неве